# Bundesvereinigung Nachhaltigkeit
Die Bundesvereinigung Nachhaltigkeit ist eine deutsche Nicht-Regierungsorganisation (NRO) auf nationaler Ebene in der Rechtsform eines eingetragenen Vereins. Sitz der Bundesvereinigung ist Berlin. Sie ist in die Öffentliche Liste über die Registrierung von Verbänden und deren Vertretern eingetragen. Die Bundesvereinigung Nachhaltigkeit ist europaweit die einzige NRO mit einem holistischen und zudem erweiterten Ansatz im Hinblick auf Nachhaltige Entwicklung.

## Zweck
Die Bundesvereinigung Nachhaltigkeit vertritt die gemeinsamen ideellen Interessen ihrer Mitglieder in allen nachhaltigkeitsrelevanten Fragen, fördert die Zusammenarbeit zwischen ihren Mitgliedern und unterstützt sie bei der Erfüllung ihrer Aufgaben. Die Bundesvereinigung tritt für die Belange ihrer Mitglieder gegenüber den gesetzgebenden Körperschaften des Bundes und der Länder, den Aufsichts- und Regulierungsbehörden auf nationaler und internationaler Ebene sowie den Medien und der Öffentlichkeit ein. Sie ist beim Deutschen Bundestag und beim Transparenz-Register der Europäischen Kommission akkreditiert.

## Ziele und Aufgaben
Die Bundesvereinigung Nachhaltigkeit betrachtet Ganzheitlichkeit als Schlüssel für Nachhaltigkeit. In diesem Sinne hat sie sich u. a. zum Ziel gesetzt, dies als maßgebende Betrachtungsweise in gesetzgeberische und Planungsprozesse integrieren und Nachhaltigkeit als Staatsziel zu etablieren. Ihre Hauptaufgabe liegt in der zivilgesellschaftlichen, komplementären Begleitung von Entwicklungsprozessen in Regierungsorganisationen im Hinblick auf Nachhaltigkeitsstrategien. Dies umfasst auch Strategien im Hinblick auf den Klimaschutz/den Klimawandel.
Darüber hinaus arbeitet die Bundesvereinigung an der anwendungsorientierten Implementierung der nachhaltigen Entwicklungsziele der UN in Wirtschaft, Gesellschaft, Politik und Verwaltung. Ihre Projekte orientieren sich hieran und werden gemeinsam mit öffentlichen Zuwendungsgebern, der Wirtschaft und zivilgesellschaftlichen Initiativen durchgeführt.

## Nachhaltigkeitspreis
Einmal jährlich am 25. April wählt die Mitgliederversammlung aus den Nominierungen die Preisträger für den „Bundespreis Nachhaltigkeit“ aus. Darunter befinden sich unter anderen Initiativen, Organisationen, Unternehmen und Einzelpersonen, die sich an der Förderung einer „nachhaltigen, gleichgewichtsorientierten, gerechten Welt“ innerhalb des bestehenden Systems beteiligen. Der Preis nimmt überwiegend neue, innovative Entwicklungen auf, ist undotiert und ein Ehrenpreis für besonders nachhaltige Handlungsweisen. Der Preis wird in den fünf Kategorien Gesellschaft, Politik, Verwaltung, Wirtschaft und (ab 2019) Vorsprung:Jugend vergeben. Die erste Preisverleihung fand im Jahr 2015 statt.

### Preisträger
| Jahr | Kategorie        | Organisation                                                                                             | Für |
| ---- | ---------------- | --- | --- |
| 2019 | Gesellschaft     | Das Zentrum für Sozialforschung (Halle/Saale)                                                            | das Projekt ankommen-willkommen.de und der darin untersuchten spezifische Bedingungen des demografischen Wandels in ländlichen und kleinstädtischen Räumen sowie der Entwicklung regional verankerter Demografie- und Migrationsstrategien. Es macht deutlich, dass „Partizipation“ der Grundbaustein Nachhaltiger Entwicklung ist.                                                       |
| 2019 | Politik          | Die Initiative Scientists4Future (DE, AT, CH)                                                            | den ganz wesentlichen Beitrag von Dr. Gregor Hagedorn und die Scientists for Future zur Glaubwürdigkeit der FridaysForFuture-Bewegung in der Öffentlichkeit beigetragen. Das wiederum hatte zur Folge, dass FFF in der Lage waren, die öffentliche Aufmerksamkeit in Deutschland für den Klimaschutz und den Klimawandel in nur wenigen Monaten auf ein nie gekanntes Ausmaß zu steigern. |
| 2019 | Verwaltung       | Die Nachhaltigkeitsbeauftragte des Bezirksamtes Neukölln von Berlin                                      | die Schaffung der Stelle und die Arbeit von Berlins bis dahin erster bezirklicher Nachhaltigkeitsbeauftragten, die beispielgebend für das Potenzial in anderen Teilen der Verwaltung auf Berliner Landes- oder Bezirksebene ist. |
| 2019 | Verwaltung       | Die Lokale Agenda 21 in Petershagen-Eggersdorf                                                           | das Projekt "Konzeption für die Anpassung der Grüngestaltung in Petershagen-Eggersdorf an den Klimawandel". |
| 2019 | Verwaltung       | Die studentische Initiative Nachhaltigkeitsbüro der Humboldt-Universität zu Berlin                       | das zielorientierte „Aufbrechen“ universitärer Mauern und die Schaffung von Akzeptanz und Offenheit von Nachhaltigkeit in den universitären Gremien, insbesondere durch die Etablierung des von Studierenden kreierten "Studium Oecologicum". |
| 2019 | Wirtschaft       | Der Verein "Handwerk mit Verantwortung e.V." (Wetter/Ruhur)                                              | den hohen Grad an zielorientierter Arbeit, Kreativität, Innovation und praktischer Umsetzbarkeit im Hinblick auf den Erhalt und die Weiterentwicklung von Handwerk als Kulturgut sowie der Fokussierung auf qualitatives Wachstum. |
| 2019 | Vorsprung:Jugend | Die Sustain-It-Nachhaltigkeitsinitiative der Freien Universität Berlin                                   | Das Projekt "Why (no) Milk", ein Info-Projekt von jungen Studierenden für junge Studierende mit Modellcharakter, das sich unter dem Aspekt des Klimaschutzes mit Milch und Milchprodukten sowie deren Alternativen beschäftigt. |
| 2018 | Gesellschaft     | Die Friedensbaum-Stiftung, Lellwangen/Deggenhauser Tal                                                   | ihre Aktivitäten, die Kulturen, Spiritualität und Vielfalt indigener Völker in den Fokus der Aufmerksamkeit zu rücken. Beinahe überall auf der Welt sind indigene Völker von Auslöschung, Vertreibung aus angestammten Siedlungsgebieten oder Umsiedlung in Reservate bedroht. |
| 2018 | Politik          | Die Gesellschaft für Freiheitsrechte e.V. (Berlin)                                                       | das Erkämpfen von Grundsatzurteilen von besonderer Bedeutung für den Schutz bürgerlicher Freiheitsrechte vor staatlicher Intervention. Der Verein bezeichnet sich selbst als "Rechtsschutzversicherung für das Grundgesetz". |
| 2018 | Verwaltung       | Das Projekt 'FairGrid' (Feldkirchen-Westerham)                                                           | seine Arbeit in Afrika: die Kombination technischer Möglichkeiten für stabile Stromnetze (fairer Zugang zu Strom) mit der Schaffung technischer Voraussetzung für ein Rentenversicherungssystem (faires, würdiges Leben im Alter) und für den internetbasierten Zugang zu Wissen und Partizipation (Distant Education System für den ländlichen Raum).                                    |
| 2018 | Wirtschaft       | OSTMOST \| Streuobstwiesenmanufaktur GmbH (Berlin)                                                       | die Zielsetzung, Basis der geschäftlichen Aktivitäten auf den Schutz und den Erhalt von Streuobstwiesen und die Nutzung uralter Obstsorten zu legen. Mit der Formulierung „Streuobstwiesen sind die kleinen Regenwälder Deutschlands“ zeigt das Unternehmen die hohe Bedeutung solcher Anbauflächen für die Biodiversität in Deutschland auf.                                             |
| 2017 | Gesellschaft     | Der Philosoph und Kulturwissenschafter Prof. Dr. Byung-Chul Han, Berlin                                  | Belegt am Beispiel zunehmender Vereinzelung der Menschen gesellschaftliche Veränderungsprozesse, die nachhaltige Entwicklung behindern oder unmöglich machen |
| 2017 | Politik          | Der Bundesverband der grünen Wirtschaft Unternehmensgrün e.V., Berlin                                    | Jahrzehntelanges Engagement für die Verbesserung von Rahmenbedingungen für nachhaltige Wirtschaft und Gesellschaft |
| 2017 | Verwaltung       | Die Stiftung WaldWelten, Eberswalde                                                                      | Innovative Public-Public-Partnership von Stadt Eberswalde und Hochschule für Nachhaltige Entwicklung zur Förderung waldbezogener Forschung und anwendungsorientierter öffentlicher Umweltbildung |
| 2017 | Wirtschaft       | Das Unternehmen Geschmacksentfaltung GmbH, Aalen                                                         | Entwicklung des „Greenspoon“, eines innovativen Produktmixes aus Verpackung, Gebrauchsgegenstand und Lebensmittel, das eine Veränderung von Konsummustern bewirken kann, ohne Veränderung von Lebensgewohnheiten zu erfordern |
| 2016 | Gesellschaft     | Der Verein Sanktionsfrei e.V., Berlin                                                                    | Entwicklung einer praxisgerechten, praktischen und bundesweit verfügbaren Hilfestellung für Hartz4-Bezieher/innen zur Vermeidung von Sanktionen |
| 2016 | Politik          | Der Verein Changing Cities e.V. (ehem. Netzwerk Lebenswerte Stadt e.V)., Berlin (Volksentscheid Fahrrad) | Durchführung eines bundesweiten "Gesetzes-Hackathons" zur innovativen, kollaborativen Gesetzesentwicklung im Rahmen von Volksentscheiden |
| 2016 | Verwaltung       | Die Hochschule für Wirtschaft und Recht gemeinsam mit der Hochschule für Technik und Wirtschaft, Berlin  | Entwicklung und Etablierung eines gemeinsamen, innovativen und neuen BA/MA-Studiengangs "Public and Nonprofit Management" |
| 2016 | Wirtschaft       | Das Start-up BioInspiration GbR, Eberswalde                                                              | Produktentwicklung eines Filaments für 3-D-Drucker auf pflanzlicher Basis |
| 2015 | Gesellschaft     | Der Verein Mein Grundeinkommen e.V., Berlin                                                              | Experimentelles Forschungsprojekt zur Verifizierung der Wirkungen von bedingungslosem Grundeinkommen |
| 2015 | Politik          | Der Verein Liquid Democracy e.V., Berlin                                                                 | Entwicklung der Adhocracy-Plattform für die Teilnahme an Entscheidungsprozessen |
| 2015 | Verwaltung       | Die Stadt Weilheim i.OB.                                                                                 | Verankerung des Konzeptes der öffentlichen Partizipation als 4. Säule der Nachhaltigkeit |
| 2015 | Wirtschaft       | Die Firma TRIGEMA Inh. W. Grupp e.K., Burladingen                                                        | Produktlinie im Sinne der Kreislaufwirtschaft, des Cradle-to-Cradle |